# Agnes van Faucigny
Agnes van Faucigny (overleden op 11 augustus 1268) was vrouwe van Faucigny en van 1263 tot 1268 gravin van Savoye.

## Levensloop
Agnes was de oudste dochter van heer Aymon II van Faucigny en diens echtgenote Beatrix van Auxonne. Via haar vader stamde ze af van de heren van Faucigny en de graven van Genève. Omdat haar vader geen wettige mannelijke nakomelingen had, benoemde hij Agnes tot zijn erfgenaam. In 1253 erfde Agnes de heerlijkheid Faucigny.
In februari 1234 werd Agnes uitgehuwelijkt aan de latere graaf Peter II van Savoye en rond 25 juni 1236 vond de huwelijksceremonie plaats. In 1263 werd haar echtgenoot graaf van Savoye, waardoor Agnes de titel van gravin kreeg toegewezen. Uit het huwelijk werd een dochter geboren: Beatrix (1237-1310), die haar moeder zou opvolgen als vrouwe van Faucigny. Beatrix huwde in 1253 met dauphin Guigo VII van Viennois en na diens dood hertrouwde ze in 1273 met burggraaf Gaston VII van Béarn.
In 1268 stierf Agnes van Faucigny. Ze werd bijgezet in de Abdij van Contamine-sur-Arve.